# 杨林寨乡
杨林寨乡，中华人民共和国湖南省岳阳市湘阴县下属的一个镇，位于湘阴县西北部，湘江北岸。

## 建制沿革
- 1952年，设杨林寨农场，属湖南省农垦局；
- 1969年，属移交给湘阴县，改置杨林寨公社；
- 1984年，改置杨林寨乡。

## 行政区划
杨林寨乡下辖1个居委会、14个行政村以及1个渔场，161个村民小组。
- 兴寨居委会
- 黄太港村、沅潭村、周家台村、宗师潭村、沙河碇村、白洋湖村、牧羊港村、王家河村、蒋家渡村、莲子口村、合湖村、太合围村、杨林寨村、东合港村